# Gonzalo Anes
Gonzalo Anes y Álvarez de Castrillón, I markiz de Castrillón (ur. 10 grudnia 1931 w Trelles, zm. 31 marca 2014 w Madrycie) – hiszpański ekonomista, historyk i profesor uniwersytecki.
Studiował ekonomię na Uniwersytecie Complutense w Madrycie; w 1957 uzyskał stopień doktora. W 1978 został członkiem Królewskiej Akademii Historii, a od 1988 aż do śmierci był jej dyrektorem. Wykładał na Uniwersytecie w Santiago de Compostela i Complutense w Madrycie. Był członkiem zarządu Banku Hiszpanii. Za swoje zasługi otrzymał wielki krzyż Orderu Alfonsa X Mądrego i Orderu Izabeli Katolickiej, a w 2010 tytuł I markiza de Castrillón.